# Tillandsia kolbii
Tillandsia kolbii är en gräsväxtart som beskrevs av Walter Till och Schatzl. Tillandsia kolbii ingår i släktet Tillandsia och familjen Bromeliaceae. Inga underarter finns listade i Catalogue of Life.

## Bildgalleri

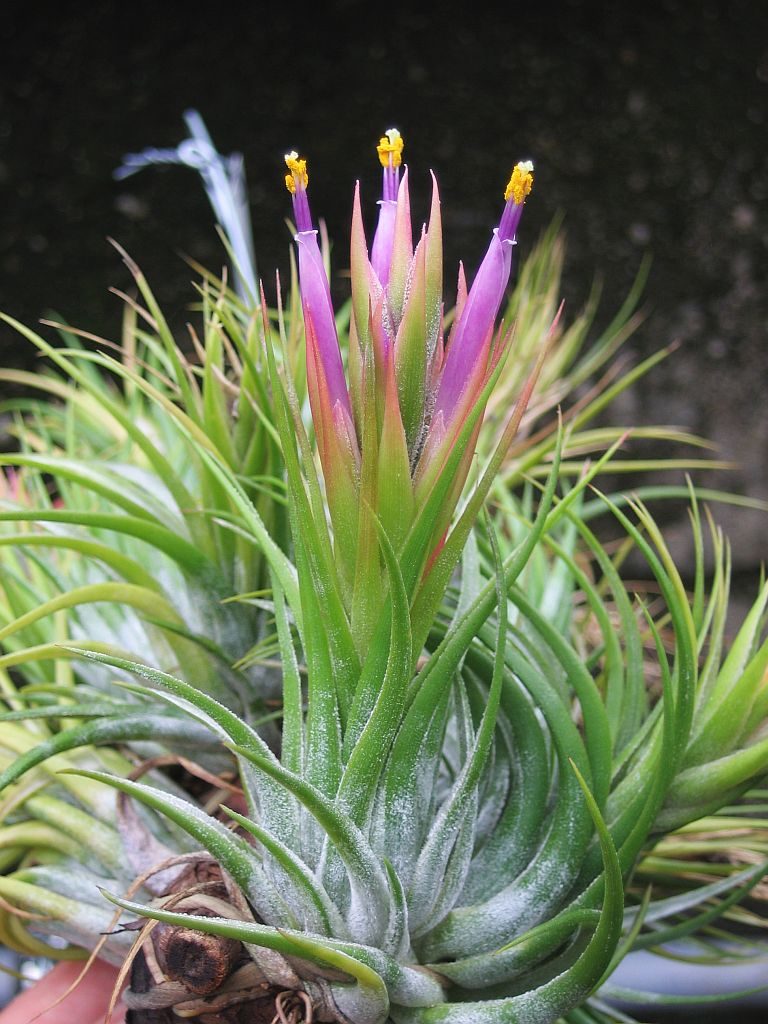